# Edith New
Edith New alla nascita Edith Bessie New, (Swindon, 17 marzo 1877 – Liskeard, 2 gennaio 1951) è stata un'attivista statunitense; fu una delle prime due suffragette a usare il vandalismo come tattica. Lei e Mary Leigh furono sorprese nello scoprire che i loro danni erano stati celebrati e furono trascinate trionfalmente da file di suffragette al loro rilascio nel 1908.

## Primi anni
Nacque come Edith Bessie New a 24 North Street, Swindon, una dei cinque figli di Isabella (nata Frampton; 1850-1922), un'insegnante di musica, e Frederick James New, un impiegato delle ferrovie, morto investito da un treno quando Edith aveva meno di un anno, quando fu. All'età di 14 anni lavorava come insegnante, per poi trasferirsi a East London nel 1901.

## Attivista per il suffragio
All'inizio del 1900 lasciò la sua carriera di insegnante e iniziò a lavorare come organizzatrice e attivista per l'Unione sociale e politica delle donne (WSPU). Viaggiò per l'Inghilterra parlando a gruppi del movimento delle donne. Nel gennaio 1908 Edith New e Olivia Smith si incatenarono alla ringhiera del n. 10 Downing Street gridando "Voti per le donne!" per creare un diversivo per le loro compagne suffragette Flora Drummond e Mary Macarthur per intrufolarsi prima di essere arrestate. Più tardi, nel giugno 1908, durante una protesta, New e un'altra suffragetta, Mary Leigh, ruppero due finestre al 10 di Downing Street. Furono arrestate e condannate a due mesi di prigione a Holloway.

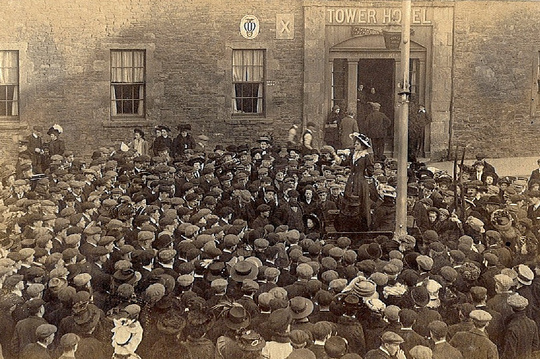
Edith New mentre si rivolge alla folla nel 1909

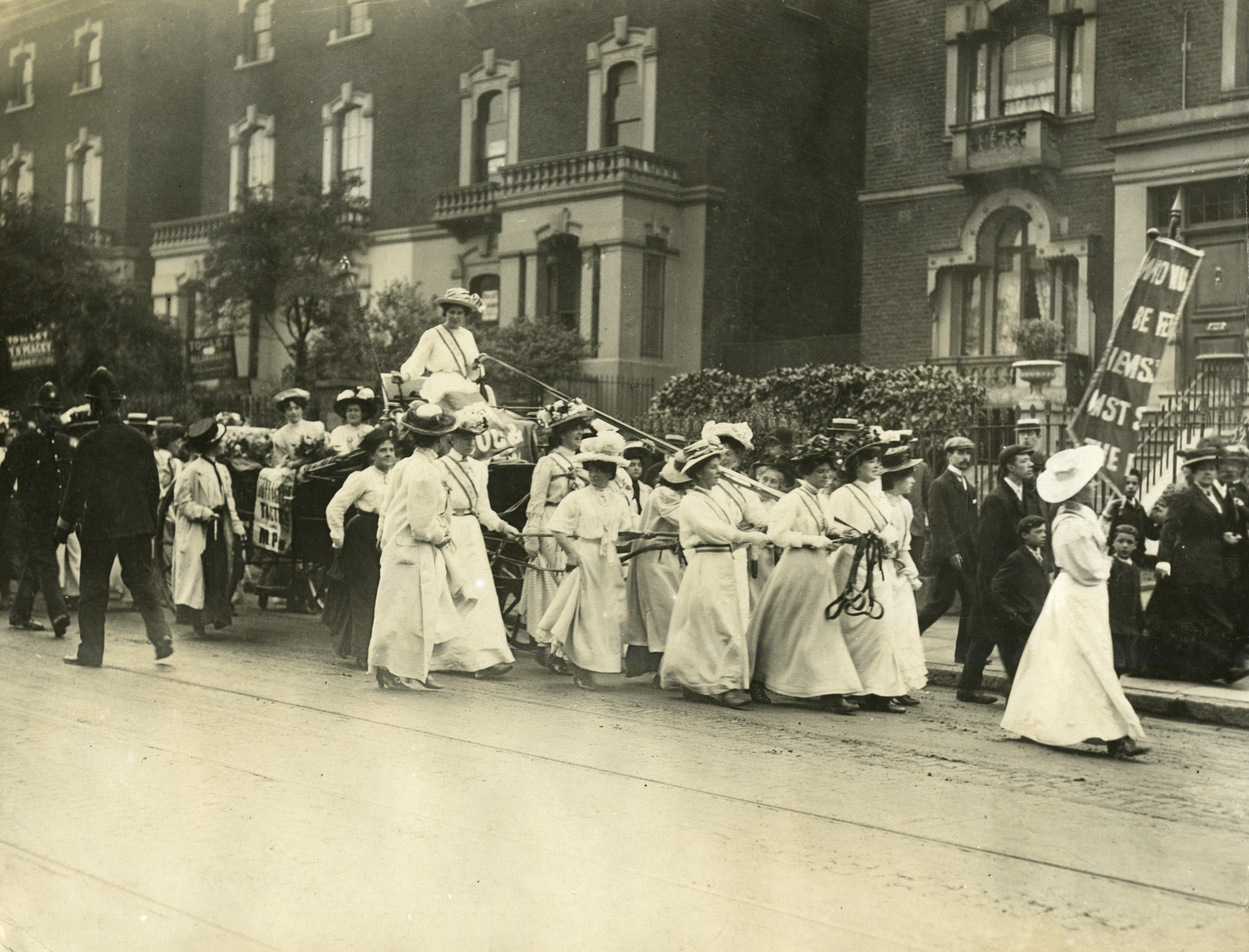
La carrozza di Edith New e Mary Leigh viene trascinata da Holloway alla Queen's Hall nel 1908

Era la prima volta nel movimento per il suffragio che si verificava un atto di vandalismo. Le donne all'inizio erano preoccupate che le altre suffragette non avrebbero approvato le loro azioni, ma Emmeline Pankhurst, una leader del movimento per il suffragio, visitò le donne in prigione e le approvò per aver usato il vandalismo come tattica per far sentire la loro voce. Ulteriori atti di vandalismo e incendi dolosi furono pianificati dalle donne subito dopo. Durante la sentenza del tribunale, le donne minacciarono che la prossima volta avrebbero usato delle bombe. Quando furono scarcerate nell'agosto 1908, una delegazione di suffragette tenne una parata in loro onore, tra cui Christabel Pankhurst.
Il WSPU consegnò a Edith New una medaglia "al valore" per lo sciopero della fame in riconoscimento del suo contributo al movimento per il suffragio. Mentre era in prigione, aveva iniziato uno sciopero della fame per protestare contro il divieto del diritto di voto alle donne. Nel 1909 la New fu raffigurata ad Hawick mentre si rivolgeva alla folla fuori dal Tower Hotel. Quell'anno il WSPU ed il rivale NWSPU presero entrambe negozi ad Hawick e la polizia dovette intervenire quando la folla iniziò a scuotere la carrozza dell'oratore. Nel 1911 la New lasciò il WSPU e si trasferì a Lewisham per riprendere la sua carriera di insegnante.

## Ultimi anni ed eredità

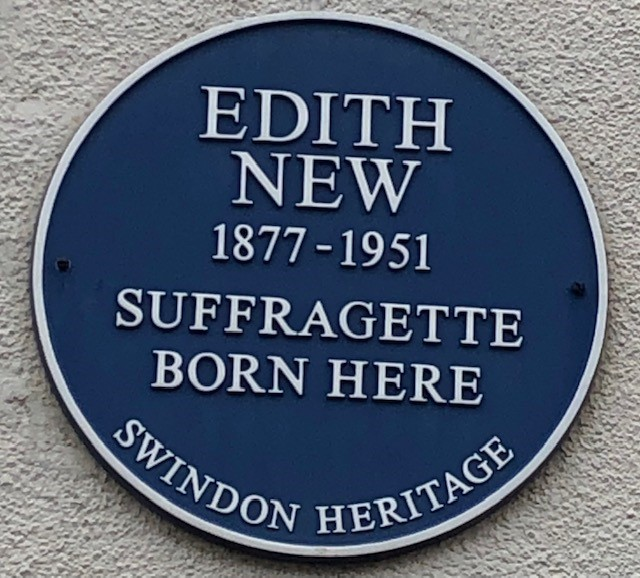
Targa blu posizionata sulla 24ª North Street di Swindon, il luogo di nascita di Edith New

Edith New si ritirò nella cittadina di Polperro in Cornovaglia e morì all'inizio del 1951, all'età di 73 anni.
Nel 2011 una strada a Swindon è stata ribattezzata in suo onore.
Una targa blu a Swindon Heritage in North Street, fu installata il 19 marzo 2016 per segnare il suo luogo di nascita.

## Rappresentazione nei media
Nel film del 2015 Suffragette, un personaggio parzialmente basato sulla New è interpretato dall'attrice inglese Helena Bonham Carter.